# Dillard (Geórgia)
Dillard é uma cidade localizada no estado americano de Geórgia, no Condado de Rabun.

## Demografia
Segundo o censo americano de 2000, a sua população era de 198 habitantes.
Em 2006, foi estimada uma população de 247, um aumento de 49 (24.7%).

## Geografia
De acordo com o United States Census Bureau tem uma área de
4,0 km², dos quais 4,0 km² cobertos por terra e 0,0 km² cobertos por água. Dillard localiza-se a aproximadamente 660 m acima do nível do mar.

## Localidades na vizinhança
O diagrama seguinte representa as localidades num raio de 24 km ao redor de Dillard.